# Catherine Belkhodja
Catherine Belkhodja (Paris, 15 de abril de 1955) é uma artista francesa pela sua mãe, argelina (Kabyle chaoui) por parte do seu pai. Em Argel, onde residia frente aos Correios Centrais, termina os estudos secundários, escreveu as primeiras novelas e começa a estudar teatro, música e belas-artes. Dá os seus primeiros passos no cinema e decide prosseguir em Paris os estudos de arquitetura, filosofia, urbanismo e etnologia do Magrebe.
Licenciada em filosofia, ganha a vida em múltiplos empregos. Com o diploma de arquiteta no bolso, especializa-se em arquitetura bioclimática e torna-se urbanista na Préfecture de Paris. Prossegue a investigação em arquitetura solar na Bélgica, partindo para o Egito para estudar arquitetura da terra com Hassan Fathy, depois da obtenção de um DEA de Estética sob a direcção de Olivier Revault d'Allones, na Sorbonne. Publica os seus primeiros artigos nos jornais Le Sauvage e Sans Frontière e escreve o seu primeiro argumento.
Da televisão à arte conceptual, passando pela arquitetura, o jornalismo ou a filosofia, Catherine Belkodja tem uma actividade extensa e variada. Já presente no cinema sob a direcção de Claire Devers (Noir et Blanc) Guy Gilles (Nuit docile) Jean-Pierre Limosin (L'autre nuit) ou Benoît Peeters (Le compte-rendu), participa do Centenaire du Cinéma tornando-se a figura central de  Silent Movie ( Chris Marker onde, segundo Bill Hoorigan, ela é "uma espécie de viajante no tempo cinematográfica, projetada no universo monocromático do cinema mudo para lhe furtar os segredos". Em Level Five  encontra uma configuração singular: um filme que se sustem inteiramente sobre uma única interprete.

## Um percurso ecléctico
De volta a Paris, frequenta o Conservatório Nacional Superior de Arte Dramática e representa os seus primeiros papéis na televisão e no cinema. Torna-se em seguida repórter na agência Gamma e realiza numerosas reportagens para diferentes emissões das quais, por vezes, faz também os comentários: Moi-je, Sexy-folies, Mosaïque, Envoyé Spécial, Des racines et des ailes, Faut pas rêver, Océaniques.
Numa reportagem, faz-se notar por Philippe Alfonsi que a convida para apresentar o novo programa - que este está preparando com Maurice Dugowson -, pedindo-lhe para participar na sua concepção. Catherine sugere, então, um palco ambulante para fugir ao estúdio único e à rotina, ousando um estilo vivo e movimentado: um taxi que percorre Paris! O Cadillac desloca-se de noite e nele a apresentadora entrevista os seus convidados na legendária emissão de “Taxi”. O programa é saudado pelo conjunto da profissão e recebe um sept d’or.
Chris Marker entusiasmado por este novo estilo, propõe-lhe o papel da jornalista em  Level Five   em 1997. Catherine interpreta-o com tanta naturalidade que muitos espectadores se esquecem que se trata de uma ficção! Parte depois para a Argélia onde realiza o seu primeiro documentário “Reflets perdus du miroir” sobre a história de duas pequenas gémeas que se encontram após uma longa separação.
Torna-se colaboradora de L’autre journal e La légende du siècle.

## Uma vida familiar estimulante e criativa
Catherine Belkodja é mãe de cinco filhos, eles próprios conhecidos no meio artístico:
- Maïwenn Le Besco, actriz, argumentista e realizadora.
- Jowan Le Besco, actor, realizador e director de fotografia.
- Isild Le Besco, actriz, argumentista e realizadora.
- Léonor Gaser, actriz, argumentista, investigadora, docente na Sorbonne realizadora.
- Kolia Litscher, actor.

## Actriz: teatro, televisão e cinema

### Longas-metragens
- 1980 : La chanson du mal aimé de Claude Weisz
- 1981 : Le Cadeau de Michel Lang
- 1982 : Pour cent briques, t'as plus rien d'Eduardo Molinaro
- 1984 : Une maille à l'endroit, une maille à l'envers de Madeleine Laïk
- 1986 : Nuit docile de Guy Gilles
- 1986 : Noir et blanc de Claire Devers
- 1987: Cinématon #999 de Gérard Courant
- 1988 : L'Autre nuit de Jean Pierre Limousin
- 1996 : The Proprietor de Ismail Merchant
- 1996 : Level Five de Chris Marker
- 1997 : Silent Movie de Chris Marker
- 1998 : La Puce d'Emmanuelle Bercot
- 2001 : Roberto Succo de Cédric Kahn

### Curtas-metragens
- 1976 : L'Étourdie de Annie Bertini
- 1980 : Fragments du discours amoureux de Denis Lazerme
- 1984 : Le Compte-rendu de Benoît Peeters
- 1985 : Procès de l'oeuf de Catherine Belkhodja
- 1989 : Clip New Order de Chris Marker
- 1990 : Yoyo de Catherine Belkhodja Musique:  Gabriel Yared
- 1991 : Cinéma de Catherine Belkhodja  Musique: Gabriel Yared
- 1991 : Place des Vosges avec Isild Le Besco et Kolia Litscher
- 1993 : Parfaitement imparfaite de et avec Catherine Belkhodja

### Televisão
- 1976 : L'Étourdie de Annie Bertini
- 1980 : Fragments du discours amoureux de Denis Lazerme
- 1984 : Le Compte-rendu de Benoît Peeters
- 1985 : Procès de l'oeuf de Catherine Belkhodja
- 1989 : Clip New Order de Chris Marker
- 1990 : Yoyo de Catherine Belkhodja Musique:  Gabriel Yared
- 1991 : Cinéma de Catherine Belkhodja  Musique: Gabriel Yared
- 1991 : Place des Vosges avec Isild Le Besco et Kolia Litscher
- 1993 : Parfaitement imparfaite de et avec Catherine Belkhodja

### A Ásia
A sua paixão pela Ásia incita-a a efectuar numerosas viagens: ao Japão, à China, Birmânia, Vietname, Cambodja, Tailândia, Laos, Malásia, Coreia do Sul, Maldivas, Índia e Indonésia, Sirilanka, Singapura, Hong Kong (China), a Taiwan e a Macau (China), para iniciar, em colaboração, uma nova revista especializada, sobre a Ásia, da qual se torna a principal repórter.
Dá cursos de cinema no Líbano e visita depois a Ásia central (Usbequistão, Tajiquistão), após ter descoberto a Turquia e a Rússia.
Colabora também em várias revistas de turismo, gastronomia e viagens, ocupando-se simultaneamente da sua produtora e editora KAREDAS

## A escrita
Catherine Belkhodja centra actualmente as suas actividades na escrita e publica regularmente textos em revistas literárias como Alter texto, Hakaî, Poete, Carquois, Les Cahiers de Poésie, Gong.
Acaba de lançar, em Karedas Éditions, a colecção Kaiseki dedicada ao kaïku (pequeno poema japonês).
Para inaugurar esta colecção apelou a um “haïdjin”canadiano, Yves Brillon, laureado com o” Prix Hiver 2005” e com o” Grand Prix Vagues 2006” no grande concurso internacional de “ haïkus” organizado por Marco Polo Magazine, na Casa da Cultura do Japão em Paris.
Catherine anima actualmente um “ atelier de escrita de haïkus” no site de Psychologies Magazine, no qual apresentou uma iniciação ao haïku.

## Poésie. Ouvrages collectifs
- - LES CAHIERS DE POESIE 6 . Laurent Felds -  ISBN 2-916090-68-1
- - LES CAHIERS DE POESIE 7. Laurent Felds  - ISBN 2-916090-71-1
- - REVUE ALTER TEXTO N°14. AVRIL 06
- - DIX VUES SUR LE HAIKU. Automne 2007.AFH

## Fundadora do “ Grand Concours International de haïku MARCO POLO”
Este concurso, criado em 2005, atribui anualmente prémios aos melhores autores de haïku, provenientes de dez países. A primeira entrega de prémios teve lugar numa cerimónia na Casa do Japão em Paris. A segunda em 2006 e a terceira, em 4 de Maio de 2007 no centro TENRI, tendo este último concurso decorrido sobre o tema: o amor.

## Editora
KAREDAS Éditions:
- L’ombre du caméléon de François Roche (Arquitectura, distribuído pelo “ Institut Français d’Architecture”)
- Correspondance anachronique de Nam et Sor (Ensaio)
- Peintures de Dominique Maraval (Arte plástica contemporânea)
- D’un instant à l’autre de Yves Brillon(haïku, colecção Kaiseki)

http://www.psychologies.com/livres.cfm/livre/4477/Yves-Brillon/D-un-instant-a-l-autre.html